# John Sobieski
John Sobieski (ur. 1842 w Warszawie – zm. 12 listopada 1927) – amerykański adwokat i polityk polskiego pochodzenia, uczestnik wojny secesyjnej.

## Życiorys
Niewiele wiadomo o jego młodości − wszystkie zdarzenia znane są wyłącznie z jego własnej relacji, która w wielu miejscach jest zafałszowana. Podawał się za potomka Jana III Sobieskiego oraz siostrzeńca Józefa Bema. Przez pierwszą część życia występował pod nazwiskiem Seboski, dopiero potem zmienił je na Sobieski. Według jego własnej relacji był synem Jana Sobieskiego (1820-1846) i Izabeli Bem. Ojciec miał studiować w Heidelbergu, jednak źródła nie poświadczają istnienia takiego studenta. W źródłach brak także rzekomej siostry gen. Bema. Po śmierci ojca, straconego za działalność spiskową, i konfiskacie majątku, rodzina udała się na emigrację. Po śmierci matki miał znaleźć się pod opieką profesora Kolaskiego z Liverpoolu, jednak również ta osoba nie występuje w źródłach.
Od 1854 mieszkał w USA, dokąd przypłynął na gapę statkiem „Constellation”. W wieku 15 lat odbył pierwszą kampanię, będąc w składzie wojsk walczących przeciwko mormonom z Utah, którzy sprzeciwiali się zakazowi wielożeństwa. Rok później miał walczyć z Apaczami. W czasie wojny secesyjnej walczył w szeregach Północy. Pod Gettysburgiem został postrzelony w brzuch, ale udało mu się przeżyć i wydobrzeć. 26 czerwca 1865 roku wystąpił z Armii Stanów Zjednoczonych i wyruszył do Meksyku, gdzie miał wstąpić do wojsk republikańskich walczących przeciw cesarzowi Maksymilianowi Habsburgowi. Tam też miał brać udział w egzekucji cesarza, pożyczając swój rewolwer dowódcy plutonu egzekucyjnego. Według własnej relacji we wrześniu 1867 roku wrócił do USA, do Nowego Jorku, po czym w styczniu 1868 roku został wybrany do Izby Reprezentantów stanu Minnesota.
Dokumenty źródłowe poświadczają, że w rzeczywistości jego osiedlenie się w Minnesocie miało miejsce w 1865 roku. W 1866 roku wygrał wybory i rozpoczął pracę kongresmena w styczniu 1867 roku, co czyni jego obecność w Meksyku niemożliwą. Dopiero począwszy od elekcji jego biografia opiera się na pewnych źródłach. Jako polityk opowiadał się za równouprawnieniem kobiet, zniesieniem kary śmierci i prohibicją. Dużo podróżował po Stanach Zjednoczonych, wygłaszając odczyty, prowadził także praktykę adwokacką i bez powodzenia startował w kolejnych wyborach do władz różnego szczebla.
W 1901 roku John Sobieski osiedlił się w Los Angeles. Jeden z założycieli Prohibition Party. Autor, wydanych w 1900, wspomnień pt. The life-story and personal reminiscences of Col. John Sobieski i wydanej w 1915 książki o Janie III Sobieskim, Life of King John Sobieski, John the Third of Poland.
Zmarł 12 listopada 1927 roku.
Żonaty z  Lydią Gertrude Lemen, para miała córkę Mary i syna Johna (zmarłego w dzieciństwie). Jego siostrzeniec John Gilhousen, przyjął nazwisko John G. Sobieski.